# Hauptstrasse 149
Die Hauptstrasse 149 ist eine überregionale Verbindungsstrasse in den Kantonen Waadt und Neuenburg und eine Hauptstrasse der Schweiz. Sie durchquert mehrere Hochtäler des Nordwestschweizer Juras.

## Verlauf
Die Strasse beginnt im Gebiet der Waadtländer Gemeinde Sainte-Croix auf 1148 m ü. M. am Passübergang Col des Étroits als Abzweigung von der Hauptstrasse 151. Sie führt durch das Tal des Flusses Buttes, der im Oberlauf Noiraigue (deutsch «Schwarzwasser») heisst, und überquert dabei die Grenze zum Kanton Neuenburg. In Fleurier durchquert sie das Tal Val de Travers, folgt kurz der Hauptstrasse 10 und überquert zusammen mit dieser den Fluss Areuse. Mit 742 m ü. M. liegt hier der tiefste Punkt im Streckenprofil der Hauptstrasse. Beim Kreisverkehr Pont des Chèvres, der auf einer langen Areusebrücke liegt, zweigt sie gegen Norden von der Hauptstrasse 10 ab und steigt in nordöstlicher Richtung an der linken Talflanke hinauf. Beim Bahnhof von Boveresse überquert die Strasse die Bahnstrecke Neuchâtel–Pontarlier.
Die Hauptstrasse 149 überquert danach die breite, in mehrere Höhenzüge gegliederte Bergkette, die das Val de Travers vom Brévinetal trennt. Die höchste Stelle auf diesem Abschnitt befindet sich nördlich des Weilers Vers-chez-Maublanc auf 1125 m ü. M. Die Strasse führt in der Karstlandschaft durch das ausgedehnte Areal der Waldweiden im Bois de l'Halle und erreicht das Dorf La Brévine. Sie passiert am Nordrand des gleichnamigen Hochtals die Zone der mehr als 1000 Hektar grossen besonders wertvollen und national bedeutenden Moorlandschaft La Brévine und führt weiter durch Le Cerneux-Péquignot und über die Höhen von Les Etages und Le Prévoux in das Tal von Le Locle. Dort endet sie in der Nähe des Passübergangs Col des Roches in einer Kreuzung mit der Hauptstrasse 20. Auf dem letzten Streckenabschnitt folgt die südwestliche Grenze des Regionalen Naturparks Parc du Doubs dem Strassenrand.